# Grace Gealey
Grace Byers (nata Gealey; Butler, 26 luglio 1984) è un'attrice statunitense, nota principalmente per il ruolo di Anika Calhoun nella serie televisiva Empire.

## Biografia
Gealey è nata a Butler, Pennsylvania, e cresciuta nelle Isole Cayman dall'infanzia. Dopo essersi trasferita negli Stati Uniti, ha ricevuto una laurea in arte teatrale, presso la University of South Florida a Tampa.  Gealey ha poi ricevuto un master in Fine Arts di recitazione, presso la University of California, in Irvine. Gealey successivamente si è trasferita a New York dove si è esibita all'Off-Broadway, facendo parte di musical come Rent. Nel 2013, si è esibita nelle produzioni Il misantropo e Tartuffe.
Nel 2014, ha ottenuto il ruolo di Anika Calhoun nella serie tv Fox Empire, al fianco di Terrence Howard, Taraji P. Henson, Bryshere Y. Gray, Jussie Smollett e Trai Byers. La serie ha debuttato il 7 gennaio 2015.
Il 7 ottobre 2015 ha dichiarato il suo fidanzamento ufficiale con il collega Trai Byers. La coppia si è sposata il 14 aprile 2016 sull'isola di Grand Cayman.

## Filmografia

### Cinema
- Bent - Polizia criminale (Bent), regia di Bobby Moresco (2018)
- Mio padre è un sicario (The Retirement Plan), regia di Tim Brown (2023)

### Televisione
- Empire – serie TV, 66 episodi (2015-2018)
- The Gifted – serie TV, 16 episodi (2018-2019)
- Harlem – serie TV, 24 episodi (2021-2025)

## Doppiatrici italiane
Nelle versioni in italiano dei suoi lavori, Grace Byers è stata doppiata da:
- Ilaria Latini in Empire, The Gifted
- Laura Lenghi in Bent - Polizia criminale
- Valentina Mari in Harlem
- Francesca Manicone in Mio padre è un sicario